# Білозубець
Білозубець (Leucodon) — рід мохів родини Leucodontaceae.
Рід був вперше описаний Крістіаном Фрідріхом Швегріхеном у 1816 році.
Рід має космополітичне поширення.